# Rhythm Inside
Rhythm Inside är en sång skriven av Loïc Nottet och Beverly Jo Scott. Den var det belgiska bidraget i ESC 2015. Låten framfördes av Loïc Nottet och hamnade på plats 4 i finalen med 217 poäng.
Låten handlar om att alla är olika och ser olika ut, men att alla har ett hjärta och blod på insidan och det är det som räknas i slutet av dagen. Låten handlar om att man ska följa sin egen vilja, sin egen rytm och strunta i vad andra tycker.